# Gulfport, Florida
Gulfport är en stad (city) i Pinellas County, i delstaten Florida, USA. Enligt United States Census Bureau har staden en folkmängd på 12 041 invånare (2011) och en landarea på 7,1 km².